# Francisco Cabrera Guinovart
Francisco Cabrera Guinovart, més conegut com a Quino, és un futbolista andalús. Va nàixer a Màlaga el 5 de març de 1971, i ocupa la posició de davanter.

## Trajectòria estportiva
Ha passat bona part de la seua carrera militant a Segona Divisió, en equips com el CD Málaga, Cadis CF, Recreativo de Huelva o CD Badajoz. Va militar a primera divisió en dues temporades, la 89/90 amb el Málaga i la 92/93 amb el Cádiz. També va disputar la lliga escocesa amb el Livingston.

## Equips
- 89/90 Atlético Malagueño
- 89/92 CD Málaga
- 92/95 Cadis CF
- 95/97 CF Gavà
- 97/99 Màlaga CF
- 99/00 Recreativo de Huelva
- 00/01 CD Badajoz
- 01/03 Livingston FC
- 03/... CF Gavà